# Elise Augustat

Elise Augustat

Elise Augustat (geborene Queck; * 20. Juli 1889 in Waldkeim, Ostpreußen; † 13. März 1940 in Lägerdorf, Schleswig-Holstein) war eine deutsche Politikerin (KPD) und Reichstagsabgeordnete.

## Leben
Nach Abschluss der Schule 1904 arbeitete Augustat in verschiedenen Stellungen als Dienstmädchen. Sie schloss sich 1916 der SPD, 1919 der USPD und 1921 schließlich der KPD an. 1923 wurde sie Mitglied des Lägerdorfer ADGB-Aktionsausschusses. Von Mai 1924 bis Juni 1931 war sie Gemeindevertreterin für die KPD in Lägerdorf. Im November 1926 nahm sie an der I. Reichskonferenz des Roten Frauen- und Mädchenbundes teil. Ab 1929 war sie Mitglied der KPD-Bezirksleitung Wasserkante und dort Leiterin der Frauenabteilung. 1929 wurde sie zur Abgeordneten des Provinziallandtages Schleswig-Holstein gewählt. Sie vertrat außerdem die KPD von November 1929 bis September 1930 im Steinburger Kreistag. Im September 1930 wurde sie für die KPD in den Reichstag gewählt, dem sie bis 1933 angehörte. Im November zog sie nach Hamburg-Barmbek. 1931/32 hielt sie sich zu politischen Schulungen in der Sowjetunion auf. Bereits Ende 1932 bereitete sie mit anderen Mitgliedern der Bezirksleitung die Weiterarbeit der Partei nach einem eventuellen Verbot vor.
Augustat wurde im Mai 1933 in Itzehoe zum ersten Mal kurzzeitig und im September 1933 dann „wegen Vorbereitung zum Hochverrat“ verhaftet und bis zum 18. Januar 1934 in „Schutzhaft“ genommen. Ihr Verfahren, das beim Oberlandesgericht Hamburg anhängig war, endete jedoch am 15. Januar 1934 mit einem Freispruch. Sie kehrte daraufhin nach Lägerdorf zurück. Augustat, die ihrem zum Bau am Westwall dienstverpflichteten Mann nach Büdesheim in der Eifel gefolgt war, wurde im September 1939 erneut festgenommen und in das KZ Ravensbrück gebracht. Im Dezember 1939 aufgrund schwerer Krankheit entlassen, starb Augustat am 13. März 1940 in Lägerdorf an den Folgen der Haft.

## Ehrungen
Seit 1992 erinnert im Berliner Ortsteil Tiergarten an der Ecke Scheidemannstraße/Platz der Republik eine der 96 Gedenktafeln für von den Nationalsozialisten ermordete Reichstagsabgeordnete an Augustat. Vor ihrer früheren Wohnung am Naumannplatz in Hamburg-Dulsberg wurde ein Stolperstein zu ihrem Gedenken verlegt. In Lägerdorf wurden 2015 eine Gedenktafel zur Erinnerung an die örtlichen Unruhen von 1923 angebracht und 2016 ein Stolperstein für sie verlegt.

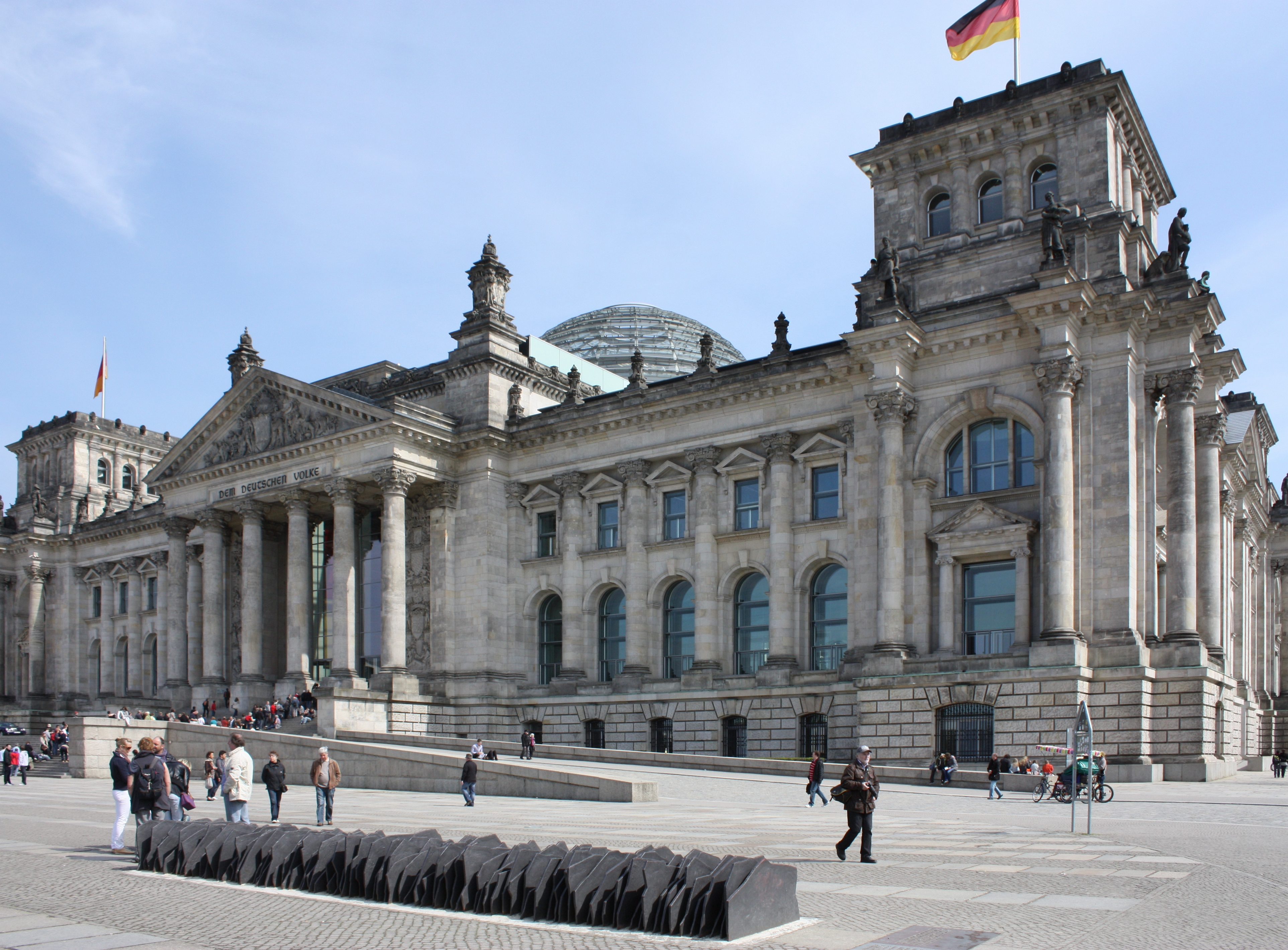
Gedenktafeln am Reichstag
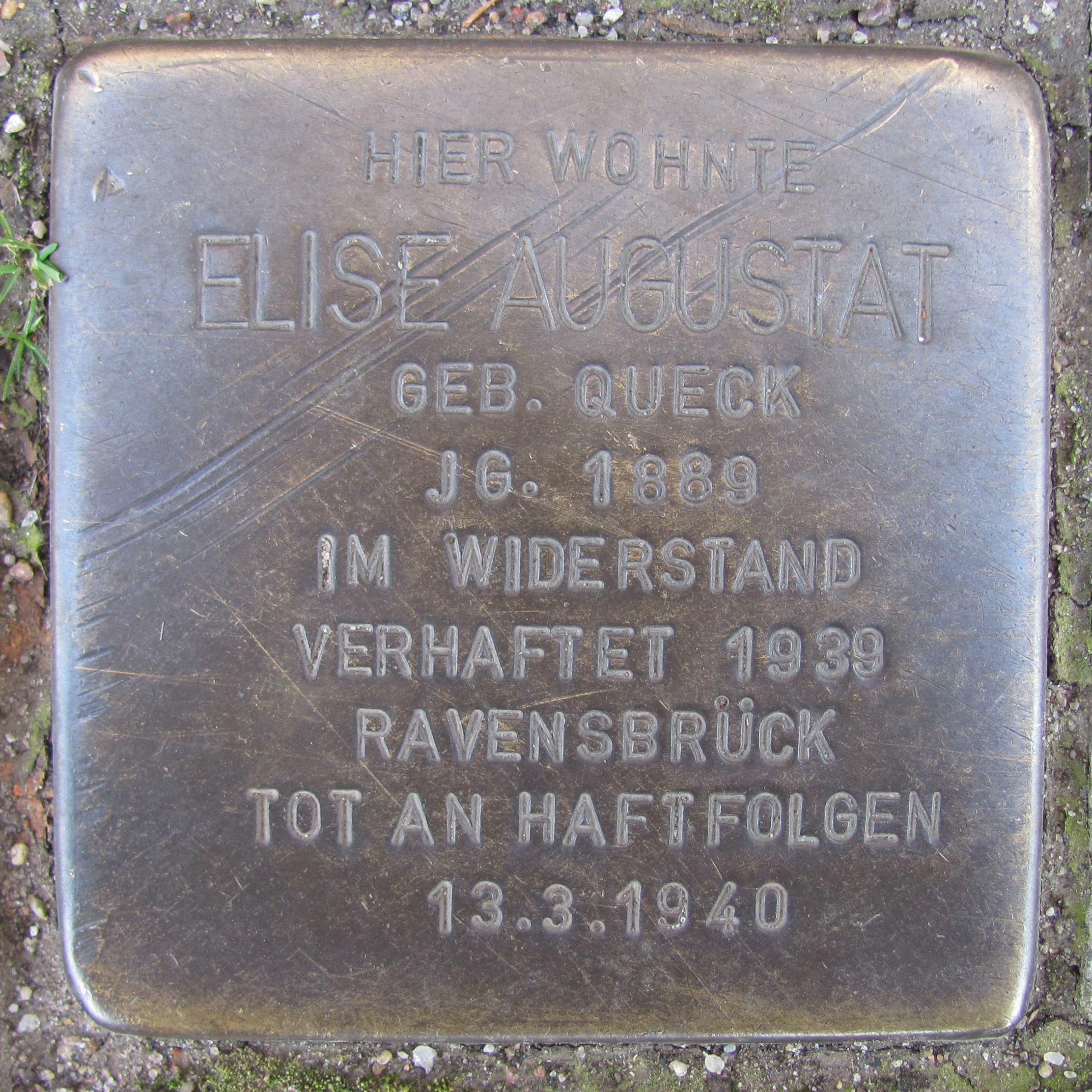
Stolperstein am Naumannplatz in Hamburg-Dulsberg, verlegt 2011
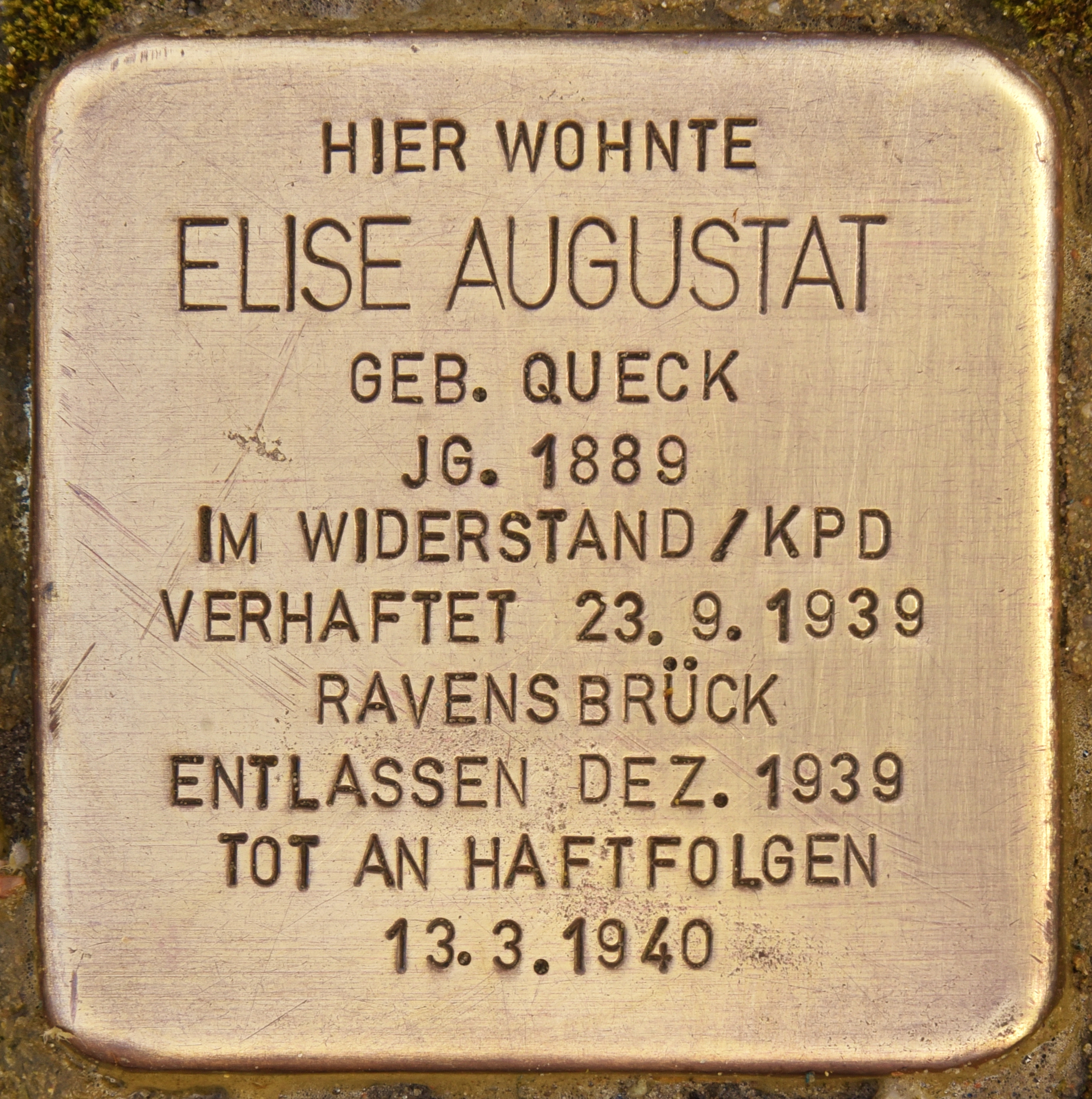
Stolperstein in Lägerdorf, verlegt 2016